# Cénac-et-Saint-Julien
Cénac-et-Saint-Julien é uma comuna francesa na região administrativa da Nova Aquitânia, no departamento Dordonha. Estende-se por uma área de 19,86 km². Em 2010 a comuna tinha 1 235 habitantes (densidade: 62,2 hab./km²).